# 奧匈帝國海軍
奧匈帝國海軍（德語：Kaiserlich und Koniglich Kriegsmarine，常縮寫為，意為「皇家與王家戰爭海軍」）是指1867年奧地利帝國與匈牙利王國合併至1918年第一次世界大戰結束期間的奧匈帝國海上軍種。
奧匈帝國的前身——「奧地利哈布斯堡王朝」在16世紀即有雇傭武裝商船，成立多支多瑙河艦隊，提供在17世紀打敗鄂圖曼帝國的助力，也曾為奧屬荷蘭海上護航，這時的奧國還並未有一支統一指揮的海軍部隊，艦隊常各自為戰。至18世紀末，歐洲爆發「七年戰爭」，奧國在亞得里亞海的防禦弱點顯而易見，促使考尼茲伯爵提倡建立一支真正的海上艦隊。不過，約瑟夫二世登基為王、海軍的建立才正著手開始，奧地利即在拿破崙戰爭中被打敗，其和約——《坎波福爾米奧條約》割取了奧國多座地中海島嶼給法國，減少了可用的海軍基地，但也同時也與法國瓜分了威尼斯共和國，並吸收了後者的海軍，強化了自身的實力。1802年，奧國「海軍督察長」卡爾大公下令在威尼斯建立第一所海軍院校，接著因戰爭而於1848年遷到的里雅斯特，後又移至阜姆，名為「海軍院校」（Marine-Akademie），為奧國海軍培養自己的軍官團。拿破崙戰爭結束後，奧地利海軍開始活躍，除了作戰之用外，奧國海軍亦有發揚國威之任務，和平與戰時皆比以往來的活躍，包括環遊世界的納瓦拉號護衛艦、極地考察、參與希臘獨立戰爭、普丹戰爭和普奧戰爭，其中以後者期間爆發的「利薩海戰」為名，奧國海軍在此役中打敗了數量佔有優勢的義大利海軍，為其建軍歷史上最大的一次勝利，艦隊指揮官威廉·馮·泰格霍夫也因此成了奧國海軍的代表性英雄人物。
1867年奧地利帝國與匈牙利王國合併，二元帝國「奧匈帝國」誕生，原先的「奧地利戰爭海軍」（österreichische Kriegsmarine）名稱亦加上冠詞「皇家與王家」，象徵其二元性。19世紀末至20世紀初，由於美西戰爭、日俄戰爭以及阿爾弗雷德·賽耶·馬漢的著作影響等多方面因素，世界迎來海軍復興潮，奧匈帝國也不落人後，開始加緊擴建海軍，並以義大利為主要假想敵。1906年，英國「無畏號」戰艦下水，這艘技術上遠超過同時期戰艦的新艦令後者相形失色，許多船艦在下水服役的同時即落伍，挑起了各國搶著建造類似於「無畏號」的「無畏艦」之軍備競賽，各國關係也隨之緊張，奧匈帝國外交上也與德意志帝國逐漸靠攏。這段時間裡，奧匈帝國也以歐洲列強的身份活躍於國際的局部戰爭，其中海軍在希土戰爭、第一次巴爾幹戰爭以及八國聯軍之役都起了重要的作用。
1914年，第一次世界大戰爆發，奧匈帝國海軍作為一支防禦性質的海軍，主要任務是保衛亞得里亞海沿岸和維持海上貿易線的暢通，長久以來便以義大利海軍為主要假想敵，一戰爆發後也是同以其為主的地中海協約國海軍作戰，戰爭大多時間裡奧匈帝國海軍都待在港內拒不出戰，唯一較具規模的海戰為與義大利艦隊交戰的「奧特朗托海峽海戰」，雖然結果是奧軍獲勝，但對整個海上態勢不具有決定性。戰爭結束後，艦艇遭到協約國瓜分，奧匈帝國也解體為奧地利和匈牙利兩個內陸國家，主要的海軍設施和傳統皆傳承至新生的「斯洛文尼亚人-克罗地亚人和塞尔维亚人国」，即後來的南斯拉夫王國，匈牙利僅保留了一支小型河岸艦隊。

## 外部連結
- The Genesis of the Austrian Navy （页面存档备份，存于） - A Chronology
- k.u.k. Kriegsmarine （页面存档备份，存于） - Austro-Hungarian Navy officer rank insignia
- Society for Research of the imperial and royal navy (k.u.k. Marine) （页面存档备份，存于） "Viribus unitis" - Pula
- Austro-Hungarian Navy in World War 1, 1914-18 including ship losses
- Austro-Hungarian Navy Deployment, 1914 （页面存档备份，存于）
- Austro-Hungarian Danube Flotilla 1914 （页面存档备份，存于）
- The Austro-Hungarian Submarine Force （页面存档备份，存于）
- Viribus Unitis （页面存档备份，存于）
- Antique Photography & Postcards of Austro-Hungarian army 1866-1918  （页面存档备份，存于） （英語）

template:Military of Austria-Hungary